# Igreja Evangélica Ewe
A Igreja Evangélica Ewe (em francês Église évangélique Ewe ou EEE) foi uma denominação presbiteriana, formada em 1922, pela Sociedade Missionária do Norte da Alemanha, que atuou nós territórios dos atuais Gana e Togo. Em 1959 a denominação foi dissolvida, dando origem às atuais  Igreja Evangélica Presbiteriana do Gana e Igreja Evangélica Presbiteriana do Togo.

## História
De 1884 a 1914, o Togo esteve sob o domínio colonial alemão. No início da Primeira Guerra Mundial, a região de língua Ewe foi ocupada e dividida pela Grã-Bretanha e França e a região ocidental tornou-se parte de Gana. Depois da guerra, a Liga das Nações consignou o território do atual Togo de hoje à França.
A história da igreja remonta aos esforços dos missionários alemães entre os Ewe em meados do século XIX (Sociedade Missionária do Norte da Alemanha). A primeira congregação no território do atual Togo foi estabelecido em 1893.
De 1884 a 1914, o Togo esteve sob o domínio colonial alemão. No início da Primeira Guerra Mundial, a região de língua Ewe foi ocupada e dividida pela Grã-Bretanha e França e a região ocidental tornou-se parte do Gana. Depois da guerra, a Liga das Nações consignou o território do atual Togo de hoje à França.
A história da igreja remonta aos esforços dos missionários alemães entre os Ewe em meados do século XIX (Sociedade Missionária do Norte da Alemanha). A primeira congregação no território do atual Togo foi estabelecido em 1893.
Após a partida dos missionários alemães, a igreja procurou manter sua unidade. Em 1922 foi constituída a Igreja Evangélica Ewe (IEE) que incluía toda a região. Mas cada vez mais as duas partes desenvolveram seu próprio perfil, procurando manter um vínculo constitucional por meio de um sínodo comum que se reunia a cada três anos.
Cada vez mais, a “Missão de Paris” aceitava a responsabilidade pela igreja no Togo. Em 1929 a igreja no Togo começou sua própria escola teológica e começou o trabalho evangelístico entre os Kabye no Norte.
Em 1955, a Igreja Unida de Cristo começou a trabalhar no Togo e, a partir de 1960, a Sociedade Missionária do Norte da Alemanha retomou as atividades. Em 1959 a IEE foi dissolvida dando origem à Igreja Evangélica Presbiteriana do Gana e Igreja Evangélica Presbiteriana do Togo.